# Corticoviridae
Corticoviridae es una familia de virus que infectan bacterias acuáticas (bacteriófagos). Los virus son icosaédricos, con membrana interna, que contienen un genoma con ADN circular de cadena doble, por lo que pertenecen al Grupo I de la Clasificación de Baltimore. El genoma no es segmentado, constituye el 13% del peso del virus y contiene una sola molécula de ADN circular, superenrollada, de 9500-12000 nucleótidos de longitud y con un contenido GC del 43%. La especie tipo es el fago PM2 de Pseudoalteromonas.
Albergan dicha información genética en una cápside carente de envoltura viral y estructuralmente definida por una simetría compleja, con aspecto esférico o subesférico y rica en lípidos. La cápside icosaedra tiene un diámetro de 60 nm y presenta una membrana lipídica interna situada entre las cubiertas de proteínas exterior e interior. Las cubiertas se componen de tres capas, con superficies que revelan un patrón con características distintivas, incluyendo protuberancias de tipo espiga en los doce vértices.